# 勇敢復仇人
《勇敢復仇人》（英語：The Brave One）是一部2007年的美国电影，由尼尔·乔丹执导，乔·西佛为主制片人，著名女演员朱迪·福斯特主演。影片于2007年9月14日上映，朱迪因本片获第65届金球奖最佳女主角奖（正剧类）提名。

## 剧情
电台节目主持人Erica Bain（朱迪·福斯特饰）和未婚夫David（Naveen Andrews）带着狗在纽约市中央公园散步时被3个不明身份的男子袭击，David伤重不治，Erica侥幸生还。精神上的巨大打击和愤怒让她决定去买一枝枪，但合法的购枪手续需要经过一个月的核查期后才能真正买到，所以她之后通过非法途径买来了一支黑枪，并开始走上以暴制暴的义务警员道中，她开始杀死自己遇上的犯罪分子甚至当时并未实施犯罪的疑似帮派混混，并试图找到导致这一切的那3个罪魁祸首。
纽约市警察局的Sean Mercer（泰伦斯·霍华德）是她电台节目的听众，两人成为朋友，但Sean正是负责调查近期一系列义务警员杀人案的探长。得知Erica之前在中央公园遇袭后幸存而未婚夫惨死等一系列事件后，Sean开始怀疑Erica就是那个义务警员。而Erica也找到了当时袭击她的3个歹徒，她杀死了其中两个，但第三个歹徒惊觉后激烈反抗。这时Sean及时赶到，并试图拘捕歹徒，但Erica掏出枪来打算将之就地处决，Sean耐心说服她放下了枪，但却反过来把自己的枪给她，让她亲手杀掉歹徒，并朝自己肩膀上开一枪，然后将Erica的枪放在已经死去的第三个歹徒手中，伪造出歹徒内讦，警察自卫的现场假象，并将Erica之前的义务警员杀人嫌疑转移到了三个歹徒的身上。影片的最后，Erica又一次开始与自己的狗在中央公园中散步。

## 演员表
- 朱迪·福斯特饰 艾莉卡·班恩 Erica Bain
- Naveen Andrews饰大衛·柯曼尼 David Kirmani
- 泰伦斯·霍华德饰 探长 西恩·默瑟 Sean Mercer
- Nicky Katt饰Vitale探长
- Zoë Kravitz饰Chloe
- 玛丽·斯汀伯根饰Carol
- Jane Adams（英语：Jane Adams (actress)）饰Nicole
- Julia Garro饰Shauna Nelson

## 上映

### 评价
影片上映后所获得的评价中好坏参半，在2008年9月烂蕃茄网站上的175份评论中，43%持正面评价。而在专门的电影、电视、音乐、游戏评论网站Metacritic上的33位评论中，影片的得分为56分（满分100分）。雅虎电影中的14份评论给予本片"B-"的综合评价.
《芝加哥太阳报》专栏作家罗杰·埃伯特给予本片3星半（最高为4星）的高度评价，特别是对影片男女主演茱迪和泰伦斯的表演，他认为他们“完美地诠释了这样两个非常难以准确把握的角色”。

### 票房
影片一开始在美国和加拿大同步上映，首周就顺利登上票房榜冠军的位置，2,755家电影院共计取得了1,347万1,488美元的票房收入。截止2007年12月29日（发行上映三个半月），影片获得了总计6,967万5,545美元的全球票房，其中美国和加拿大共3,679万3,804美元，其他国家和地区共3,288万1,741美元。

### 提名与获奖
朱迪·福斯特因本片获第65届金球奖最佳女主角奖（正剧类）提名。